# چای نپالی

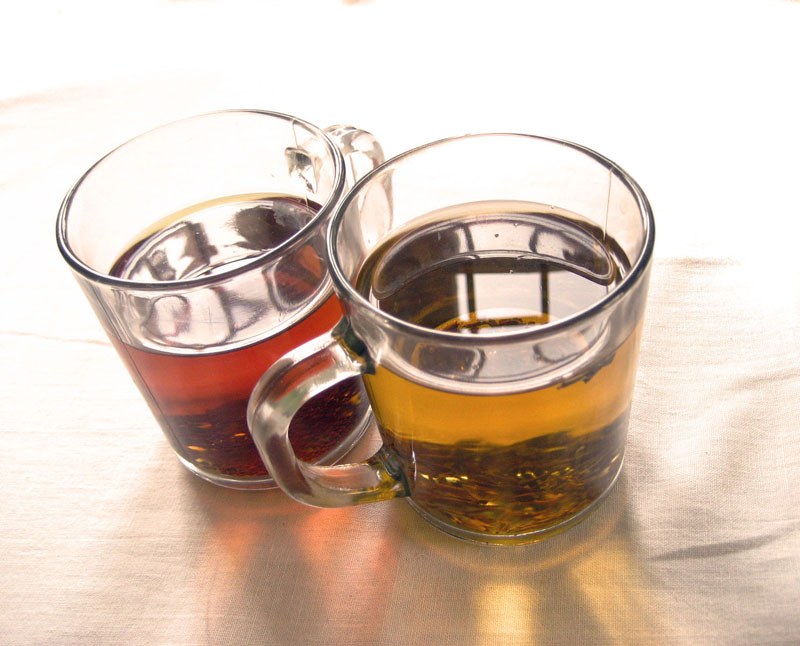
چای سی‌تی‌سی و ارتدکس

چای نپالی یک نوشیدنی است که از برگ‌های گیاه چای که در نپال رشد می‌کند، تهیه می‌شود. این چای علیرغم تمایز در ظاهر، عطر و طعم، اما از بسیاری جهات شبیه چای تولید شده در دارجلینگ هستند، شاید به این دلیل که مناطق شرقی نپال دارای جغرافیا و توپوگرافی مشابه دارجلینگ است. .مقادیر تا حدی کمتر تولید آن به این معنی است که چای نپالی کمتر از چای دارجلینگ شناخته شده است.